# Wilcot
Wilcot – wieś i civil parish w Anglii, w hrabstwie Wiltshire. W 2011 roku civil parish liczyła 558 mieszkańców. Wilcot jest wspomniana w Domesday Book (1086) jako Wilcote.